# چای هانگ
چای هانگ (انگلیسی: Chai Hong؛ ۲۶ نوامبر ۱۸۸۵ – تاریخ درگذشت: نامعلوم) بازیگر و کمدین اهل کره بود که در دوران سینمای صامت در تعدادی فیلم کمدی هالیوودی نقش‌آفرینی نمود و اغلب از او به عنوان «چارلی چاپلین چینی» یاد می‌شود.
از فیلم‌هایی که وی در آن نقش داشته‌است، می‌توان به ماهی خال‌دار اشاره کرد.